# James Forten
James Forten, né le 2 septembre 1766 à Philadelphie, dans l'État de la Pennsylvanie et mort le 4 mars 1842 à Philadelphie, est un homme d'affaires et un réformateur social américain, connu notamment pour avoir été un des pionniers de l'égalité des droits civiques en faveurs des Afro-Américains aux côtés de Richard Allen.

## Biographie

### Jeunesse et formation

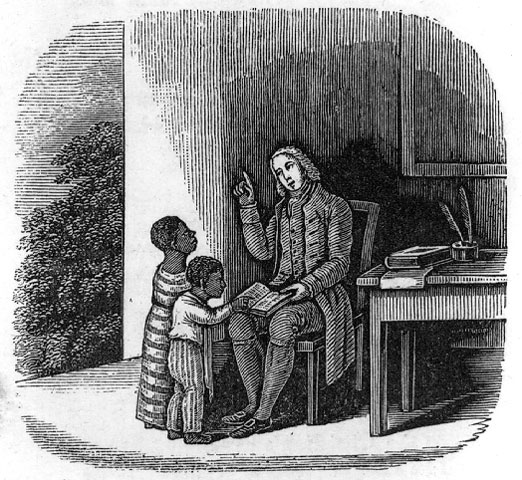
Antoine Benezet.

James Forten est né le 2 septembre 1866, il est le second enfant de Thomas Forten, un descendant des premiers esclaves implantés dans la colonie de Pennsylvanie en 1646, et de Margaret Forten, tous deux étant des Afro-Américains libres,,. 
Son père travaille comme ouvrier chez Robert Bridges, propriétaire d'un atelier de voilerie maritime de Philadelphie, James travaille aux côtés de son père à partir de l'âge de huit ans,,. 
Parallèlement, ses parents l'ont inscrit à l'African Free School (en) animée par Antoine Bénézet, un quaker abolitionniste qui a fondé la première société abolitionniste du monde la Pennsylvania Abolition Society en 1775,,. 
En 1775, alors que James a neuf ans, son père se noie accidentellement dans l'Hudson River ; orphelin de père, l'enfant est obligé d'interrompre sa scolarité pour travailler et aider financièrement sa mère et sa sœur aînée Abigail,,.

### Carrière

#### La guerre d'indépendance
Pendant la guerre d'indépendance des États-Unis (1775 - 1783), à ses quatorze ans (1780), James Forten sert comme powder boy (mousse affecté à la soute aux poudres) sur le Royal Louis, un navire corsaire commandé par Stephen Decatur Sr. (en), lors d'une bataille navale, le Royal Louis doit se rendre aux Britanniques, James Forten est fait prisonnier à bord de la frégate HMS Amphion (1780) (en) en attendant d'être vendu comme esclaves aux Antilles britanniques. Il échappe à son sort, car il sympathise avec Henry Bazely le fils du capitaine de la frégate HMS Amphion, sir John Bazely (en), le père et le fils Bazely, impressionnés par la personnalité de James Forten, lui proposent de parfaire son éducation en Angleterre ; James repousse la proposition, il estime qu'il est prisonnier parce qu'il est un défenseur de la liberté pour son pays et qu'accepter leur proposition serait un acte de trahison,. Aussi est-il envoyé dans un bateau-prison le Jersey qui mouille dans la baie de Wallabout de New York. Il est libéré en 1782 lors d'un échange de prisonniers,,,,,,.

#### Un voyage à Londres
De retour à Philadelphie, le mari de sa sœur Abigail persuade James Forten d'embarquer pour Londres, il accepte car les Bazely lui avait dit que là-bas, il ne serait pas jugé sur la couleur de sa peau mais sur sa valeur humaine. Arrivé à Londres, il rejoint une communauté de Noirs et trouve rapidement un emploi dans une entreprise de voilerie. Il découvre le mouvement abolitionniste qui s'est développé à la suite du jugement concernant James Somersett (Somerset v. Stewart) de 1772 qui déclarait que tout esclave qui arrivait sur le territoire de l'Angleterre était automatiquement affranchi, jugement qui avait révélé au grand public l'horreur de l'esclavage,. Il découvre également les plaidoiries de Granville Sharp contre l'esclavage,. Au bout d'un an de séjour en Angleterre, il revient aux États-Unis avec la ferme décision de consacrer sa vie à l'émancipation des Afro-Américains.

#### Le retour à Philadelphie
De retour à Philadelphie, il rejoint sa famille et reprend son travail à la voilerie de Robert Bridges. Il donne pleinement satisfaction, et il est nommé contremaître. Quand Robert Bridge prend sa retraite en 1798, il cède son entreprise à James Forten. Il développe l'entreprise, améliore les techniques de production et la qualité de ses produits, elle devient prospère, il est estimé qu'au début des années 1830, sa fortune se montait à 100 000 $ de l'époque,. Sa fortune permet de mettre sa famille définitivement à l'abri du besoin, il fait construire une vaste demeure où habite sa mère, sa sœur et son épouse et leurs neuf enfants. Mais surtout il va consacrer sa fortune à la cause de l’abolitionnisme.

#### Le chantre de la communauté afro-américaine de Philadelphie

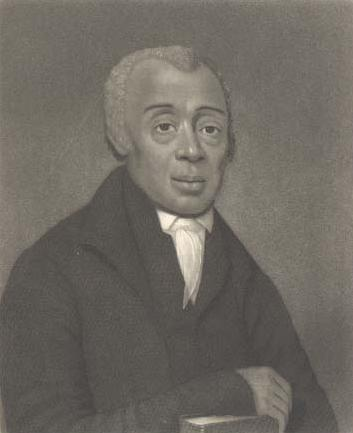
Richard Allen.

En 1800, il lance une pétition auprès du Congrès pour abolir le Fugitive Slave Act de 1793 qui autorisait les chasseurs d'esclaves à intervenir sur l'ensemble du territoire des États-Unis, même sur des États  abolitionnistes et punissait d'une amende de 500 $ toute personne qui cacherait des esclaves. Pétition qui est signée, entre autres, par Richard Allen et Absalom Jones et est présentée en vain par le représentant du Massachusetts, George Thatcher (en),,,.
Il rejoint l'Église épiscopale méthodiste africaine fondée par Richard Allen, dès ses prémisses en 1794 ainsi que la Free African Society cofondée par Richard Allen et Absalom Jones et il est reçu à l'Ancient York Masons African Lodge Parade dont il deviendra officier puis le Grand Maître,,,.
Sa renommée comme chantre de la communauté afro-américaine de Philadelphie, traverse l'océan, en 1807, il a droit à une note biographique dans un journal londonien le Monthly Repository (en).
Lors de la guerre anglo-américaine de 1812, il amène 2 500 Afro-Américains à s'enrôler pour former un régiment de volontaires afin de défendre la ville de Philadelphie assiégée par les Britanniques,,.
En 1813, l'Assemblée générale de Pennsylvanie examine un projet de loi pour expulser les Afro-Américains libres composant la majorité des 900 Afro-Américains et limiter leur présence car supposé prendre le travail des Blancs. James Forten réagit, il diffuse cinq pamphlets anonymes sous le titre de Letters From A Man of Colour, qui sont une série de plaidoyers en faveur de l'égalité des droits civiques. Il y rappelle qu'il a été un ancien combattant de la guerre d'Indépendance, guerre qui s'est faite au nom d'idéaux de liberté, d'émancipation, il demande que les Afro-Américains ne soient plus vus à travers leur couleur de peau mais simplement comme des êtres humains et comme tous humains créés par Dieu, ils ont les mêmes droits naturels, notamment celui de la liberté. Ces cinq lettres auront un retentissement durable chez les abolitionnistes blancs comme noirs,,.

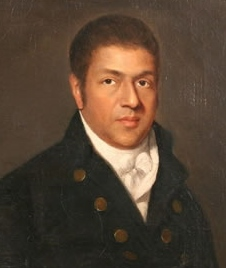
Paul Cuffee.

En 1815, il va apporter son soutien à Paul Cuffe, un abolitionniste afro-américain et un armateur qui propose une migration des Afro-Américains vers l'Afrique et plus spécialement le Sierra Leone,,. James Forten finance des voyages pour conduire des Afro-Américains à bord de baleiniers sur les rives du Sierra Leone, puis il finance la construction d'un navire spécifiquement conçu pour ce genre de voyage. Même si à titre personnel, James Forten estimait que l'Afrique n'était pas forcément la réponse, il demeure qu'il respectait ce qui était perçu par certains comme une espérance de liberté,.
En 1816, est créée l'American Colonization Society, dont le but est semblable à celui de Paul Cuffe : aider des Afro-Américains à s'installer au Sierra Leone avec la perspective de créer un nouvel État, le Liberia. Dans un premier temps, James Forten approuve l'idée d’implantation afro-américaine en Afrique, mais il rend compte que l'ACS est ambiguë, qu'elle a aussi bien des propriétaires d'esclaves que des abolitionnistes parmi ses adhérents. Il va très vite voir en elle une manœuvre sécuritaire pour réguler la population des Afro-Américains aux stricts besoins économiques et de se garantir une masse docile,,
En  janvier 1817, avec d'autres leaders de la communauté afro-américaine (Richard Allen, Absalom Jones), il organise une réunion de masse dans la Mother Bethel A.M.E. Church de Philadelphie sur les implantations. James Forten monte en chaire et devant 3 000 auditeurs, il y dénonce une opération de colonisation où les nouveaux colons seront livrés à eux-mêmes, déracinés, que par les souffrances subies les Afro-Américains ont gagné le droit à être Américains, et qu'il est nullement question de fracturer la communauté afro-américaine, il renouvelle ses avertissement de l'illusion d'un retour en Afrique. Il organise un vote pour savoir s'il y avait des partisans des implantations africaines, ce fut un non massif. En août 1817, faisant fi des positions de James Forten, il est créé la Philadelphia Colonization Society qui est une branche de l'ACS,.
En 1819, James Forten organise une nouvelle réunion publique où il fustige l'ACS qui n'a qu'un but, maintenir les Afro-Américains dans l'esclavage.
Du 20 au 24 septembre 1830, se tient la première Convention nationale des Noirs dans la Mother Bethel A.M.E Church de Philadelphie sous la présidence de Richard Allen. Lors de cette convention, James Forten va à nouveau y pourfendre l'ACS, proposant d'autres alternatives telles que des implantations dans le Haut Canada ou en Haïti. Son refus de l'ACS remporte une large adhésion. Il y participe à la rédaction de la résolution finale où il est écrit avec insistance que les Afro-Américains sont des Américains, qu'ils ont adopté le mode de vie américain, qu'ils tiennent à leur foi chrétienne et cette adresse finale fait appel aux principes de la Déclaration d'indépendance de 1776 disant que tous les humains naissent libres et égaux, qu'ils sont dotés de droits inaliénables et de profiter de la vie dans la poursuite du bonheur. Si l'exode vers le Liberia est dénoncé, en revanche la solidarité avec les peuples d'Afrique est affirmée. Déclaration qui reprend les positions antécédentes de James Forten,,.

#### L'union des abolitionnistes

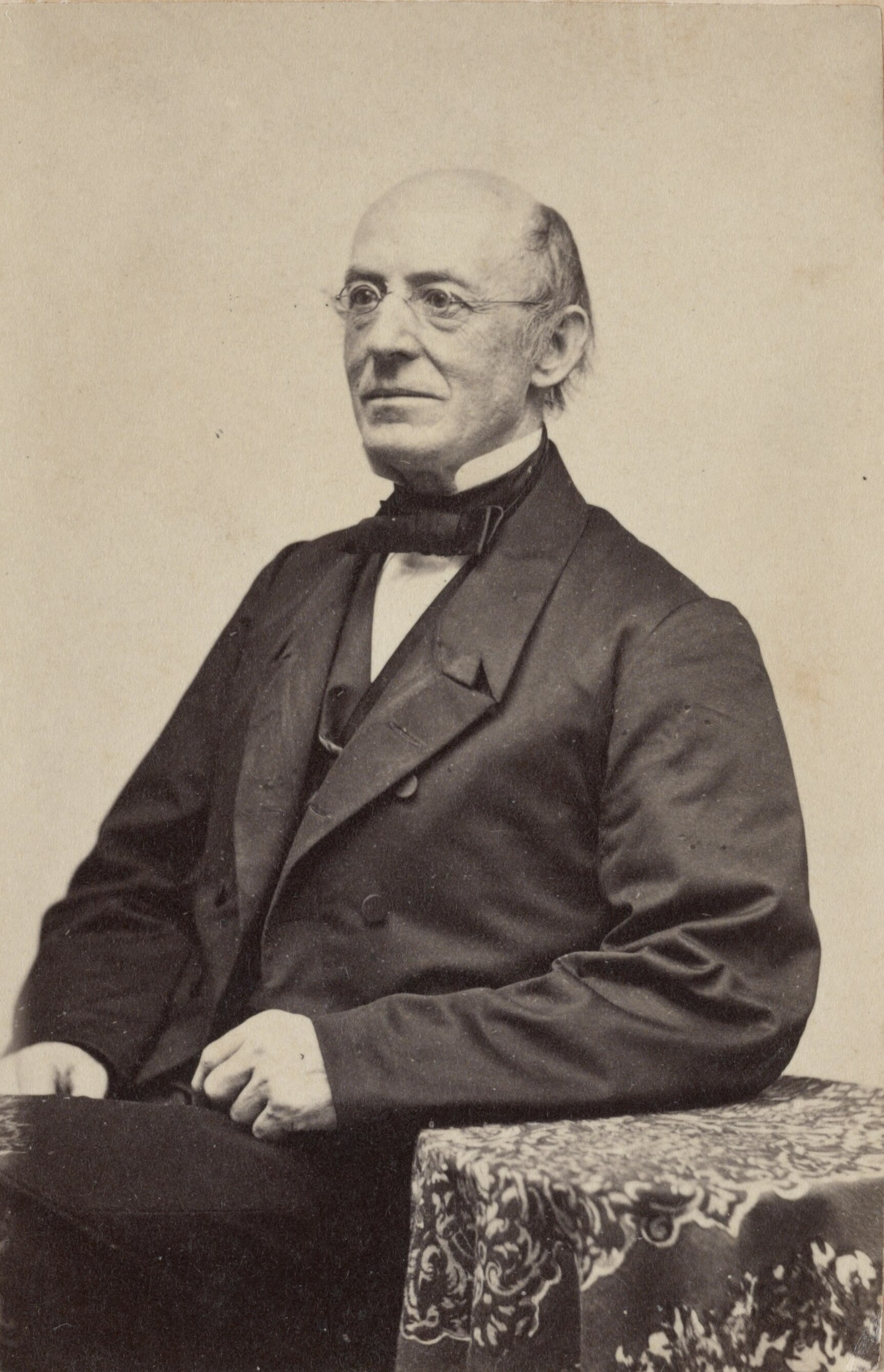
William Lloyd Garrison.

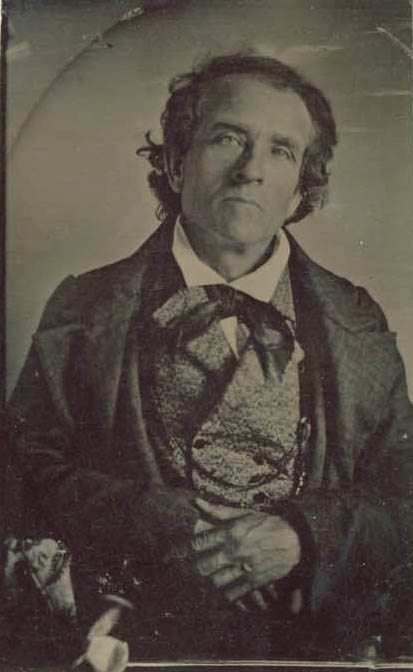
Theodore Dwight Weld.

Les discours de James Forten trouvent un écho auprès d'abolitionnistes blancs comme William Lloyd Garrison et Theodore Dwight Weld qui viennent de fonder en 1833 l'American Anti-Slavery Society. Ils le contactent et lui proposent de publier des articles dans leur journal The Liberator (newspaper) qui vient d'être fondé afin d'élargir l'audience du journal. James Forten fait mieux que cela, avec son gendre Robert Purvis, ils décident tous les deux de lui donner un soutien financier,,,,.
En 1836, il est le cofondateur de l'American Moral Reform Society (AMRS) dont il est le premier président, société qui a pour but d'élever la conscience citoyenne de tous les Américains qu'ils soient Noirs ou Blancs par la promotion de l'éducation, de la liberté universelle, des droits civiques et de la vertu de la tempérance,.
À partir de 1841, sa santé décline, il écrit à William Lloyd Garrison qu'il ne peut plus participer au mouvement abolitionniste, il décède une année après le 4 mars 1842. Malgré les tensions raciales, cinq mille personnes, Blancs et Noirs mêlés suivront son cortège funèbre,.

### Vie personnelle
En 1805, il épouse Martha Beatty qui décède quelques mois après leur mariage,.
En 1806, il épouse en secondes noces Charlotte Vandine, le couple donne naissance à neuf enfants dont plusieurs seront des figures de l'abolitionnisme comme Margaretta Forten (en), Harriet Forten Purvis (en), Sarah Louisa Forten Purvis,,,,.
James Forten repose à l'Eden Cemetery de Collingdale en Pennsylvanie.

## Pour approfondir

#### Notices dans des encyclopédies et manuels de références
- (en-US) Myron Emanuel, Faces of Freedom : Crispus Attucks, Benjamin Banneker, Gabriel Prosser, James Forten, New York, Scholastic Book Services, 1971, 129 p. (OCLC 1149018653, lire en ligne), p. 85-128,
- (en-US) Suzanne Michele Bourgoin (dir.), Encyclopedia Of World Biography : Vol. 6. Ford-Grilliparzer, Detroit, Michigan, Gale Research, 2 décembre 1997, 547 p. (ISBN 9780787622213, lire en ligne), p. 17-18,
- (en-US) John A. Garraty & (dir.) et Mark C. Carnes (dir.), American National Biography, vol. 8 : Fishberg - Gihon, New York, Oxford University Press, USA, 1999, 959 p. (ISBN 9780195206357, lire en ligne), p. 276-277. ,
- (en-US) R. Kent Rasmussen (dir.), The African American Encyclopedia, vol. 4 Fed-Hil, New York, Cavendish Square Publishing, 30 janvier 2001, 1196 p. (ISBN 9780761472124, lire en ligne), p. 968-969,
- (en-US) Eloise Greenfield (ill. Jan Spivey Gilchrist), How They Got Over : African Americans and the Call of the Sea, New York, HarperCollins, coll. « Amistad », 24 décembre 2002, 104 p. (ISBN 9780060289911, lire en ligne), p. 12-23,
- (en-US) Colin A. Palmer (dir.), Encyclopedia of African-American Culture and History : The Black Experience in the Americas, vol. 2 : C-F, Detroit, Michigan, Macmillan Reference USA, 22 décembre 2005, 899 p. (ISBN 9780028658179, lire en ligne), p. 857-858,
- (en-US) Nancy I. Sanders, America's Black Founders: Revolutionary Heroes & Early Leaders, Chicago Review Press, 1er janvier 2010, 155 p. (ISBN 9781556528118, lire en ligne), p. 56-58, 96, 106,

#### Essais
- (en-US) Brenda A. Johnston, Between the devil and the sea : The Life of James Forten, New York, Houghton Mifflin Harcourt Press, 28 octobre 1974, 136 p. (ISBN 9780152069650, lire en ligne). ,
- (en-US) Julie Winch, A Gentleman of Color : The Life of James Forten, Oxford, Massachusetts, Oxford University Press, USA, 1 janvier 2002, rééd. 5 juin 2003, 528 p. (ISBN 9780195163407, lire en ligne). ,
- (en-US) Craig Orback (ill. Marty Rhodes Figley), Prisoner for Liberty, Minneapolis, Minnesota, Millbrook Press, 1er mars 2008, 52 p. (ISBN 9780822572800, lire en ligne),
- (en-US) Zachary Trover (ill. Marty Rhodes Figley), The Prison-Ship Adventure of James Forten, Revolutionary War Captive, Minneapolis, Minnesota, Graphic Universe, 1er janvier 2011, 40 p. (ISBN 9780761361831, lire en ligne),

#### Articles anglophones
- « James Forten », Negro History Bulletin, vol. 5, no 3,‎ décembre 1941, p. 64 (1 page) (lire en ligne ),
- Bella Gross, « The First National Negro Convention », The Journal of Negro History, vol. 31, no 4,‎ octobre 1946, p. 435-443 (9 pages) (lire en ligne ). ,
- Ray Allen Billington, « James Forten : Forgotten Abolitionist », Negro History Bulletin, vol. 13, no 2,‎ novembre 1949, p. 31-36, 45 (7 pages) (lire en ligne ). ,
- Howard H. Bell, « The American Moral Reform Society, 1836-1841 », The Journal of Negro Education,, vol. 27, no 1,‎ hiver 1958, p. 34-40 (7 pages) (lire en ligne ),
- Julie Winch, « "You Know I Am a Man of Business": James Forten and the Factor of Race in Philadelphia's Antebellum Business Community », Business and Economic History, vol. 26, no 1,‎ 1997, p. 213-228 (16 pages) (lire en ligne ). ,
- Richard Newman, « Not the Only Story in "Amistad": The Fictional Joadson and the Real James Forten », Pennsylvania History: A Journal of Mid-Atlantic Studies, vol. 67, no 2,‎ printemps 2000, p. 218-239 (22 pages) (lire en ligne ),
- Julie Winch, « "A Person of Good Character and Considerable Property": James Forten and the Issue of Race in Philadelphia », The Business History Review, vol. 75, no 2,‎ été 2001, p. 261-296 (36 pages) (lire en ligne ). ,
- Julie Winch, « The Making and Meaning of James Forten's Letters from a Man of Colour », The William and Mary Quarterly, Third Series, vol. 64, no 1,‎ janvier 2007, p. 129-138 (10 pages) (lire en ligne ),
- Glenn McClish, « A Man of Feeling, A Man of Colour:James Forten and the Rise of African American Deliberative Rhetoric », Rhetorica, vol. 25, no 3,‎ 25 mars 2007, p. 297-328 (32 pages) (lire en ligne ). ,